# Гексаметилдисилан
Гексаметилдисилан — органическое соединение, 
алкилпроизводное дисилана
с формулой (CH3)3Si-Si(CH3)3,
бесцветная жидкость.

## Получение
- Реакция триметилхлорсилан и натрия:

{\displaystyle {\mathsf {2(CH_{3})_{3}SiCl+2Na\ {\xrightarrow {200^{o}C}}\ (CH_{3})_{3}Si{\text{-}}Si(CH_{3})_{3}+2NaCl}}}

## Физические свойства
Гексаметилдисилан образует бесцветную жидкость.
Не растворяется в воде (не гидролизуется),
растворяется в эфире, спирте, гексане, октане и других органических растворителях.

## Применение
Гексаметилдисилан является общепринятым внутренним стандартом химического сдвига для ЯМР-спектроскопии.